# Philippe Bond
Pour les articles homonymes, voir Bond.
Philippe Bond, né le 28 juin 1979 à Laval (Québec, Canada), est un animateur, humoriste québécois.

## Biographie
Diplômé de l’École nationale de l'humour en 2002, Philippe Bond fait ses débuts à Radio Énergie Hull, à l’émission Les Méchants Matins du monde. Il se produit au Grand Rire de Québec et au festival Juste pour rire de Montréal en participant notamment aux galas de Lise Dion en 2007, de Rachid Badouri en 2008 et de Normand Brathwaite l’année suivante. En 2007, il est en première partie du spectacle Suivre la parade de Louis-José Houde, ce qui lui permet de se faire mieux connaître.
Il a animé C’t’encore drôle, tous les matins en semaine à la radio NRJ 94,3 de Montréal en compagnie de Pierre Pagé, François Pérusse et Anaïs Favron. Il a également animé l'émission The Price Is Right (Price Is Right : À vous de jouer) (V Télé, 2011-2012). En septembre 2013, il anime Allume-moi!, une émission diffusée par V Télé. Il devient également animateur en 2015 de l'émission Les 400 Coups diffusée sur les ondes de TVA, dont les cotes d'écoute se sont élevées à près de 1,8 million de téléspectateurs.

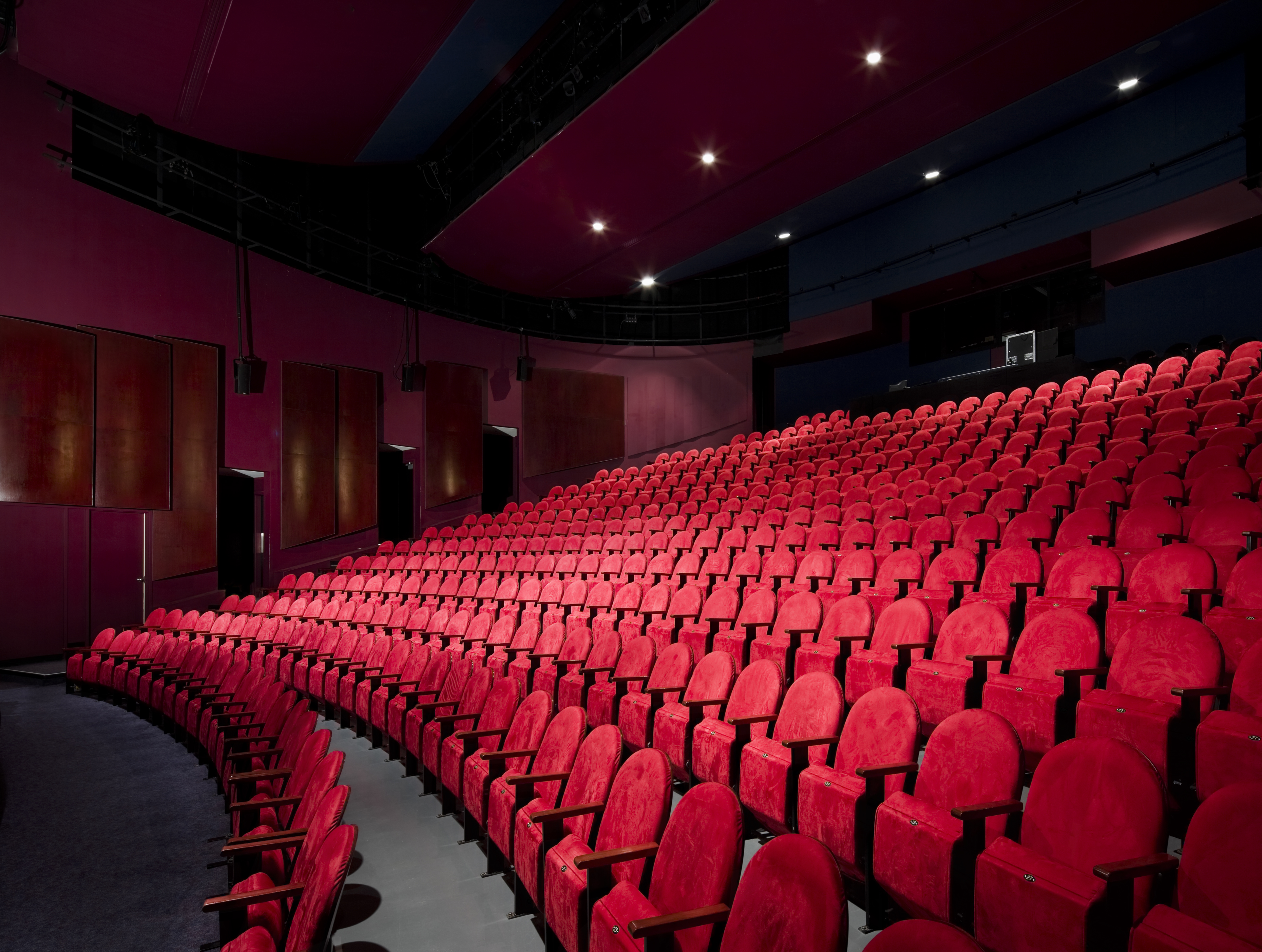
Salle de spectacle

Philippe Bond entame en 2012 son premier spectacle solo, intitulé Philippe Bond. Son premier spectacle a d'ailleurs très bien fonctionné, avec plus de 160 000 billets vendus dans 47 villes en 275 représentations et dont le point culminant est atteint au Centre Bell le 5 avril 2013 devant plus de 6000 spectateurs. Ses succès lui font remporter ensuite l’Olivier de l’année en 2012 ainsi qu'en 2013. Son deuxième spectacle solo sorti en 2014, Philippe Bond 2, avec Derrick Frenette en première partie, est acclamé par le public et la demande le pousse ainsi à rajouter une supplémentaire de 20 000 billets après déjà 300 représentations qui totalisent 135 000 billets vendus. En 2019, il entame son troisième spectacle solo, nommé Merci afin de rendre hommage à sa famille, dont la première montréalaise a eu lieu le 20 mars 2019 au Théâtre St-Denis.
En juillet 2022, à la suite d'allégations d'inconduites sexuelles relayées par les médias, Philippe Bond annonce son retrait de la scène humoristique.
En novembre 2024, l’humoriste annonce son retour sur la scène publique après une pause de deux ans en lançant un balado intitulé Le vent dans face. Il déclare ne pas revenir pour plaire aux médias, mais pour s'adresser à son public, précisant qu’il discutera avec des proches ayant vécu des épreuves difficiles.

## Vie privée
L'humoriste est parrain de 5 enfants. Il a une sœur et un frère plus âgés que lui. Philippe Bond se confie au début de sa carrière au sujet de sa période de célibat qui s'est étalé sur 7 ans en l'espace d'une décennie.
Or, c'est après quelques années de relations amoureuses infructueuses que l'artiste renoue des liens avec Stéphanie Couillard, celle qui deviendra sa conjointe. En effet, il a indiqué en 2017 être en couple et en a parlé sur plusieurs tribunes, notamment à l'émission Sucré salé. Au mois de mai de la même année, il a aussi dévoilé une image peu claire de celle-ci, sans donner davantage d'information.
C'est au Gala les Olivier 2017 qu'il défile pour la première fois à ses côtés, avant de faire quelques mois plus tard l'annonce de la venue de leur premier enfant. Le petit Axel vient au monde le 1er août 2018. Huit mois après la naissance de leur fils, Philippe Bond et sa conjointe Stéphanie Couillard songent déjà à agrandir la famille. Ce rêve deviendra réalité puisqu'ils auront une petite fille, Rosie. D'ailleurs, il est très proche de ses enfants.Ils ont donc décidé de déménager à St-Sauveur.

### Accusation criminelle
Dans un article de La Presse publiée en 2012, on faisait déjà mention de ses nombreuses contraventions pour excès de vitesse. Cependant, dans la nuit du 31 mars 2022, les policiers de la Sûreté du Québec reçoivent un signalement à l'effet que Bond aurait quitté un bar de Rivière-du-Loup au volant d'une voiture, avec facultés affaiblies.
Alors qu'il arrivait à son hôtel avec son équipe de tournée, Bond est intercepté par des agents afin de se soumette à un éthylotest portatif. Bond l'échoue et est mis en arrestation. Il est ensuite invité à passer un second test plus précis au poste de police de la région.
Selon l'acte d'accusation déposé au palais de justice de Rivière-du-Loup le 5 avril 2022, Bond est accusé d'avoir eu un taux d'alcool dans son sang supérieure à la limite légale du Québec dans les deux heures où il a cessé de conduire un moyen de transport. Son permis de conduire est révoqué pour une période de 90 jours.
Le 7 avril 2022, Bond publie sur les réseaux sociaux un message où il donne sa version des faits de l'évènement. Bond dit avoir été coupable : une alcoolémie égale ou supérieure à 80 milligrammes d'alcool par 100 millilitres de sang, dans les deux heures suivant le moment où il a cessé de conduire un moyen de transport.
Il annonce aussi qu'il prend une pause de quelques jours de son émission de radio diffusée sur les ondes d'Énergie.
Le 11 avril 2022, Bond comparait brièvement par visioconférence au palais de justice de Rivière-du-Loup. Il plaide coupable afin que son dossier soit transféré dans son district judiciaire. Son avocat demande qu'on masque l'adresse de son client parce qu'il est une personnalité publique. Cette demande lui est accordée.
Le 25 mai 2022, Bond est reconnu coupable et est condamné à payer une amende de 1000 $ et une interdiction de conduire d'une durée d'un an.

### Allégations d'inconduite sexuelle
Le 1er juillet 2022, pendant une captation d'un épisode du balado Donjon et blaguons dans le cadre du Festival d'humour émergent en Abitibi-Témiscamingue, l'humoriste Thomas Levac accuse Bond d'être un agresseur sexuel: Le festival d'humour se sépare de toutes affirmations faites par certains humoristes lors des spectacles, il ne voulait pas être mêlé à cela.

« Philippe Bond, c'est un violeur. Il invite des femmes dans son char, puis il les laisse pas sortir. Oubliez jamais ça. [...] Eux, c'est des lâches qui savent l'histoire. Moi je m'en fous; cet homme-là ne m'impressionne pas. Fuck Philippe Bond! »

— Thomas Levac, Donjon et Blaguons
Un extrait de la captation est rendu publique le 12 juillet 2022 par le site de potins QC Scoop. Les médias de masse québécois s'emparent aussitôt de la nouvelle.
Le 13 juillet 2022, Bond réagit sur ses médias sociaux en niant catégoriquement être un « violeur ». Il annonce aussi qu'il va entamer des procédures judiciaires contre Levac. Le même jour, le Festival d'humour émergent en Abitibi-Témiscamingue se dissocie des propos de Levac.
Le 21 juillet 2022, le journal La Presse publie un article dans lequel huit femmes accusent Bond d'inconduites sexuelles. Les faits reprochés auraient eu lieu entre 2006 et 2015. Peu après la parution de l'article, Bond annonce sur Instagram son retrait de la vie publique et la fin de tous ses contrats professionnels. Par ailleurs, Patrick Rozon avait déjà prévu de le retirer de la programmation depuis 2020, en raison de sa présence de plus en plus réduite. Bond indique également qu'il se consacrera à sa famille et aux personnes qui l'entourent.